# Mira Engelman
Mira Engelman (tudi Marija Engelman), slovenska učiteljica, * 26. november 1881, Ljubljana, † 15. december 1970, Ljubljana.
Osnovno šolo in učiteljišče je končala v rojstnem kraju. Po maturi leta 1901 in učiteljskem izpitu dve leti kasneje je začela poučevala na 5-razredni deški šoli pri Svetem Jakobu v Trstu, kjer je učil tudi Vinko Engelman, s katerim se je leta 1905 poročila. Ko so po vojni fašisti zaprli slovensko šolo, se je leta 1920 preselila v Ljubljano, kjer je poučevala na meščanski šoli v Šiški in od leta 1923 do upokojitve 1938 na dekliški osnovni šoli Mladika v Ljubljani. Engelmanova je v Trstu aktivno delovala pri Sokolu, pri dramskem društvu in učiteljski organizaciji. V Ljubljani pa je bila več let tajnica domoljubne organizacije Kolo jugoslovanskih sester, ki je pomagala zlasti primorskim rojakom, ki so se pred fašizmom umaknili v Jugoslavijo. Veliko je potovala po Sloveniji in predavala materam ob materinskih dnevih in podobnih praznikih žen in mladine. Zaradi strokovne razgledanosti so jo imenovali za urednico šolskega programa ljubljanskega radia. Za svoje delo je prejela odlikovanje red sv. Save.